# ولوند
ولوند، روستایی است از توابع بخش مرکزی شهرستان قائم‌شهر در استان مازندران ایران.
روستای ولونددر دهستان تالارپی از بخش مرکزی شهرستان قائمشهر قرار داشته و از شرق متصل به روستای اوجی تالار می‌باشد این روستا تا قبل از انقلاب اسلامی تابع شهرستان بابل بوده و بعد از انقلاب جهت حل مشکلات مردم روستا به دهستان تالارپی قائمشهر پیوست . براساس آخرین سرشماری مرکز آمار ایران که در سال ۱۳۸۵ صورت گرفته، جمعیت آن ۱۸۹نفر (۵۲خانوار) بوده‌است.